# Caulopsis oberthuri
Caulopsis oberthuri är en insektsart som beskrevs av Bolívar, I. 1903. Caulopsis oberthuri ingår i släktet Caulopsis och familjen vårtbitare. Inga underarter finns listade i Catalogue of Life.